# Каснерик, Михаил Константинович
Михаил Константинович Каснерик (бел. Міхаіл Канстанцінавіч Каснерык; 1923—2015) — советский военный, награждённый пятью орденами Красной Звезды, полковник, заслуженный военный летчик СССР.

## Биография
Родился в 1923 году в Минске.
Осенью 1939 года был принят в минский аэроклуб ДОСААФ. Сначала изучал лётное дело, затем летал на У-2, сдав экзамены, получил направление в авиашколу. Но так как туда принимали с 18 лет, то в минскую школу он не был принят и, исправив дату рождения, отправился в авиационную школу города Батайска. Затем был направлен в авиационное училище командного состава в город Грозный. После его окончания в звании лейтенанта продолжил военную службу в составе авиабригады в городе Иваново, где стал инструктором по обучению молодых летчиков на новых самолётах. Интересным моментом этого периода службы стала первая встреча Михаила Каснерика с Алексеем Маресьевым, с которым он дружил и после войны. Михаил стремился попасть на фронт и вскоре был направлен на военный аэродром во Ржев, где начал участвовать в разведывательных полетах. Стал штатным полковым разведчиком, затем прикрывал штурмовиков, участвовал в боях с немецкими самолётами.
После Великой Отечественной войны служил в Краснознаменном учебном центре ПВО, где обучал молодых лётчиков стран Варшавского договора летать на самолётах МиГ-17 и МиГ-19. Сам испытывал самолёты Як-28, Су-9, Су-11 и другие. Был знаком с Василием Сталиным и Павлом Сухим. За время службы провёл в воздухе 2500 часов, освоил восемь типов поршневых и одиннадцать типов реактивных самолётов. Занимал должность заместителя командующего по авиации 2-й отдельной армии ПВО.
На пенсии жил в Белоруссии, занимался общественной деятельностью — выступал в учебных заведениях и трудовых коллективах, участвовал в ветеранской организации.
Умер в 2015 году.

## Награды и звания
- Был награждён двумя орденами Красного Знамени, пятью орденами Красной Звезды и многими медалями, в числе которых «За боевые заслуги».
- «Заслуженный военный летчик СССР».

## Память
- Имя Героя присвоено средней школе № 111 в г. Минске[3]. Одна из экспозиций в школьном музее посвящена М. Каснерику.